# Grjótagjá

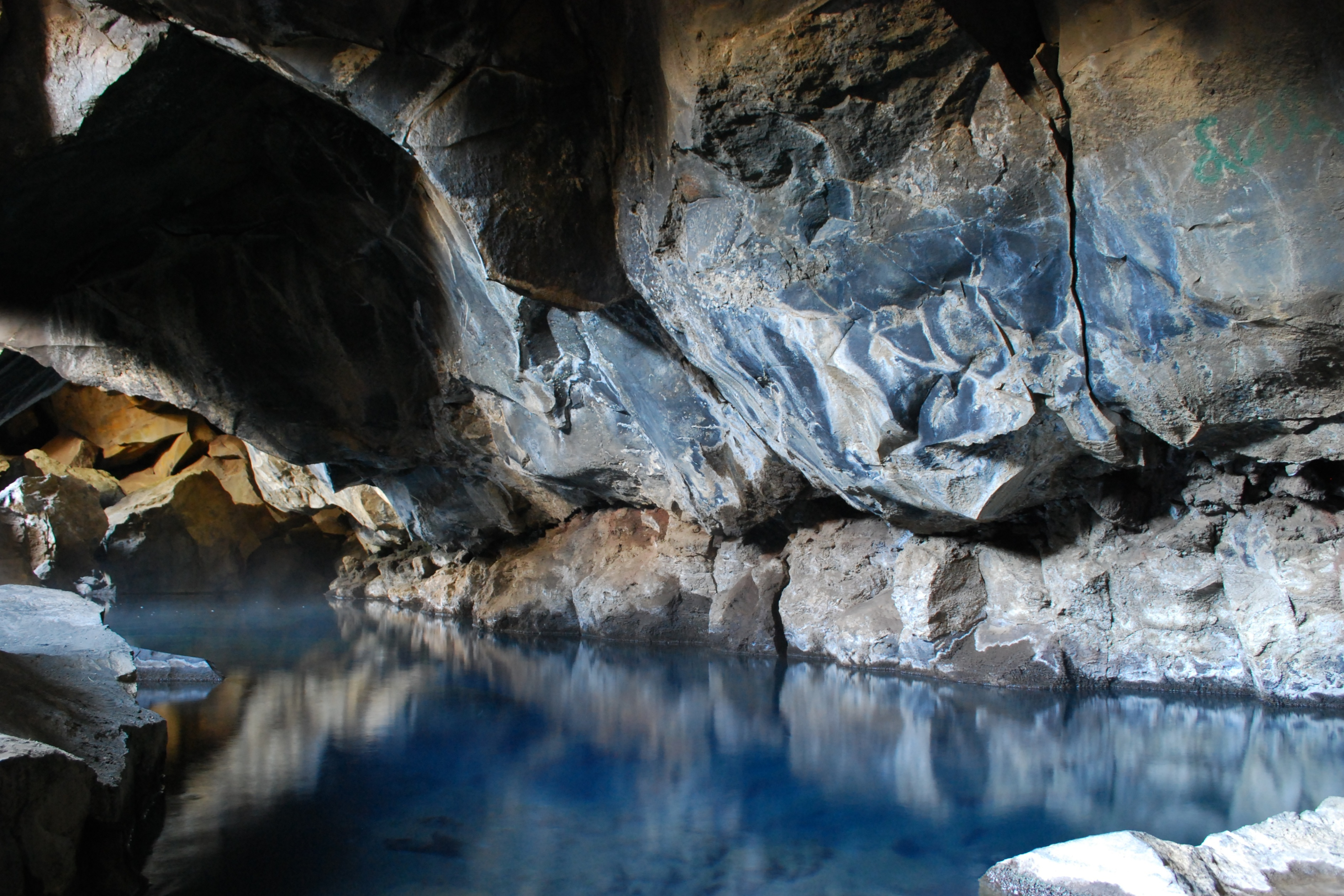
Grjótagjá.

Grjótagjá är en grotta nära sjön Mývatn på Island med en het källa inuti. Grottan var fram till 1970-talet en populär badplats, men under den närbelägna vulkanen Kraflas utbrott 1975-1984 blev vattnet i källan för varmt för bad. På senare tid har det återigen blivit möjligt att bada i källan.